# Rashard Lawrence
Rashard Lawrence (Monroe, 27 settembre 1998) è un giocatore di football americano statunitense che milita nel ruolo di nose tackle per i Denver Broncos della National Football League (NFL).

## Carriera

### Arizona Cardinals
Lawrence al college giocò a football a LSU dal 2016 al 2019 vincendo il campionato NCAA nell'ultima stagione. Fu scelto nel corso del quarto giro (131º assoluto) del Draft NFL 2020 dagli Arizona Cardinals. Debuttò come professionista nella gara del primo turno contro i San Francisco 49ers. La sua stagione da rookie si chiuse con 7 tackle in 9 presenze.